# Алан Тюрінг
Алан Ма́тісон Тю́рінг (англ. Alan Mathison Turing; 23 червня 1912, Мейда-Вейл, Вестмінстер, Великий Лондон, Англія, Велика Британія — 7 червня 1954, Вілмслоу, Чешир, Англія, Велика Британія) — англійський математик, логік і криптограф. Тюрінга часто вважають батьком сучасної інформатики.
До Другої світової війни навчався в британському Королівському коледжі Кембриджу та в американському Принстонському університеті.
Під час війни працював над зламуванням шифрів німецького командування разом з американськими науковцями та військовими в британському секретному інституті Блечлі-Парк. Зокрема, брав участь у розшифровуванні повідомлень, закодованих німецькою шифрувальною машиною «Енігма». Згідно з історичною літературою, яка лише зараз виходить після багаторічного засекречення подробиць, ця робота, хоча й не завжди успішна, допомогла союзникам виграти деякі військові кампанії та зберегти тисячі людських життів.
Зробив вагомий внесок у дослідження штучного інтелекту; запропонував експеримент, який став відомим як тест Тюрінга.
Був засуджений за гомосексуальність на хімічну терапію жіночими гормонами. Закінчив життя самогубством.

## Рання біографія
Батько Алана Тюрінга — Джуліус Метісон — шотландський аристократ, завідував британським колоніальним відомством в Індії. Мати — Етель Сара Стоуні, була донькою головного інженера Мадраських залізниць.
Алан був другою дитиною в сім'ї. Він народився 23 червня 1912 року в лондонській лікарні «Воррінгтон-Лодж». Дуже рідко бачив своїх батьків, які працювали в Індії. У віці 6 років Алан пішов до школи св. Михайла у Гастінгсі.
У 7 років, як син аристократів навчався у Шернборнській публічній школі. Вже в школі Алан проявляв видатні здібності з математики, при цьому був одним із найгірших учнів у класі з гуманітарних предметів. Також у школі він зрозумів що є гомосексуалом, закохавшись у однокласника — Кристофера Моркома. Кристофер перед випуском зі школи помер від туберкульозу. Через цю трагедію Тюрінг став атеїстом. Проте він продовжував вірити у безсмертність людської душі.
У 1929 році намагався вступити до Кембриджського університету разом зі своїм найкращим другом Крістофером Моркомом, але безуспішно. Через нелюбов до гуманітарних наук, Тюрінг не добрав балів на іспиті й тому після школи вступив до Королівського коледжу Кембриджа, хоча мав намір піти в Триніті-коледж. За частину своєї стипендії він купив три книжки, однією з яких була «Математичні основи квантової механіки» Джона фон Неймана. Тюрінгу сподобалась ідея, що світ на субатомному рівні не підпорядковується строгим законам, а лише статистичним ймовірностям. Він вважав, що саме це дозволяє людям проявляти свободу волі і відрізняє їх від машин.
У Королівському коледжі Тюрінг навчався з 1931 по 1934 рік під керівництвом відомого математика Ґодфрі Гарольда Гарді.
Тоді багато математиків намагалися створити алгоритм для визначення істинності висловлювань. Курту Геделю вдалося довести, що будь-яка корисна математична система аксіом неповна в сенсі, що в ній існує вислів, істинність якого не можна ні спростувати, ні підтвердити. Це спонукало Тюрінга довести, що немає загального методу визначення істинності, а, отже, математика завжди буде містити недовідні висловлювання.
У 1928 році німецький математик Давид Гільберт привернув увагу світової громадськості до задачі розв'язності (нім. Entscheidungsproblem). Коли професор Макс Ньюман викладав це питання розв'язності Тюрінгу, він сформулював його як «Чи існує механічний процес який можна використати щоб довести доказовість твердження?». Тюрінгу сподобалась ідея механічного процесу, який він зрозумів буквально, в 1935 році створивши мисленнєвий експеримент з таким механічним процесом.
У своїй роботі «On Computable Numbers, with an Application to the Entscheidungsproblem» (опубліковано 12 листопада 1936 року) Тюрінг переформулював теорему Геделя про неповноту, замінивши універсальну формальну арифметичну мову Геделя на прості гіпотетичні пристрої. У своїй роботі він запропонував проєкт простого пристрою, що має всі основні властивості сучасної інформаційної системи: програмне керування, пам'ять і покроковий спосіб дій. Ця уявна машина, що отримала назву «Машина Тюрінга», використовується в теорії автоматів або комп'ютерів. Він довів, що подібна машина була б здатна провести будь-які математичні обчислення, представлені у вигляді алгоритму. Далі Тюрінг показав, що не існує розв'язку Entscheidungsproblem, спершу довівши, що проблема зупинки для машини Тюрінга нерозв'язна: в загальному випадку неможливо алгоритмічно визначити, чи зупиниться коли-небудь дана машина Тюрінга.
Хоча доведення Тюрінга було оприлюднено незабаром після еквівалентного доведення Алонзо Черча, в якому використовувалися лямбда-числення, сам Тюрінг був з ним не знайомий. Підхід Алана Тюрінга заведено вважати доступнішим та інтуїтивнішим. Ідея «Універсальної Машини», здатної виконувати функції будь-якої іншої машини, або іншими словами, обчислити все, що можна в принципі обчислити, була вкрай оригінальною. Фон Нейман визнав, що концепція сучасного комп'ютера заснована на цій роботі Алана Тюрінга. Машини Тюрінга, як і раніше є основним об'єктом дослідження теорії алгоритмів.
З вересня 1936 по липень 1938 року Тюрінг працював під керівництвом Черча в Принстоні. Крім занять математикою, науковець вивчав криптографію, а також конструював електро-механічний бінарний помножувач. У червні 1938 року Тюрінг захистив докторську дисертацію «Логічні системи засновані на ординалах», в якій була представлена ідея зведення за Тюрінгом, що полягає в об'єднанні машини Тюрінга з оракулом. Це дозволяє досліджувати проблеми, які неможливо розв'язати за допомогою лише машини Тюрінга.
У Кембриджі Алан Тюрінг відвідував лекції Людвіга Вітгенштайна про кризу основ математики. Науковці багато сперечалися, оскільки Тюрінг виступав на захист формалізму, тоді як Вітгенштайн вважав, що математика не шукає абсолютну правду, а вигадує її.
Тюрінг повернувся до Великої Британії з США на початку Другої світової війни. Одним з найважливіших озброєнь цієї війни була ЕОМ «Колос» за проєктом «Ультра», яка почала в 1943 році зламувати надскладні шифри німців. Робота цієї системи значно допомогла в боротьбі з Німеччиною та її союзниками. Вінстон Черчилль називав Тюрінга «головним здобувачем перемоги над Гітлером».

## Після війни
Після війни в 1945 році Алан очолив проєкт створення комп'ютера ACE (Automatic Computing Engine), а в 1948 році Тюрінг став працювати з MADM (Manchester Automatic Digital Machine), комп'ютером з найбільшою пам'яттю у світі на той час. Роботи Алана зі спорудження перших ЕОМ і розвитку методів програмування мали неоціненну важливість, давши основу більшості досліджень у галузі штучного інтелекту. Він вважав, що комп'ютери, врешті-решт, зможуть мислити як людина, і запропонував просту перевірку, відому як тест Тюрінга, який оцінює здатність машини мислити: поговорити з ЕОМ, і хай вона переконає вас, що вона — людина.
У 1952 році Тюрінг опублікував першу частину його теоретичного вчення розвитку форм живих організмів. Але ця робота залишилася незавершеною.

### Переслідування за гомосексуальність
Того ж року обібрали квартиру Тюрінга, і в ході розслідування поліція з'ясувала, що крадіжку скоїв його коханець, 19-річний Арнольд Мюррей. Скандал набув широкого розголосу. 30 березня 1952 року відбувся судовий процес, на якому Тюрінг був звинувачений у гомосексуальності, адже в той час це розглядалося британським правосуддям як злочин. На вибір йому було запропоновано два вироки — або ув'язнення, або придушення лібідо за допомогою хімічної терапії, а саме ін'єкцій естрогену. Він обрав друге.
Наслідки суду були катастрофічними — Алана Тюрінга звільнили з шифроаналітичного бюро і Манчестерського університету. Пізніше йому все ж повернули можливість викладати. Один із провідних криптографів Великої Британії перестав з'являтися на публіці, бо «лікування» призвело до росту грудей та ожиріння. Атлет, який раніше багато років їздив на велосипеді, бігав марафонські дистанції і за результатами майже пройшов кваліфікацію на участь в олімпійських іграх 1948 року, теперішній Тюрінг став нездатний до найпростіших спортивних вправ.
Він до 1954 року прожив на самоті, граючи в свою улюблену гру «Безлюдний острів», яка полягала в отриманні різноманітних хімічних речовин з популярних продуктів. 7 червня 1954 року він помер у віці 41 року за офіційною версією, внаслідок самогубства.

## Смерть
8 червня 1954 року Алана Тюрінга знайшли мертвим у його квартирі. Розтин показав, що причиною смерті було отруєння ціанідом. На тумбі було виявлено надкушене яблуко (дехто вважає, що це яблуко стало символом і логотипом компанії Apple, але офіційна біографія Стіва Джобса спростовує цю теорію.), і хоча його експертиза на наявність ціаніду ніколи не проводилася, думка, що саме воно містило отруту, дуже поширена. Розслідування встановило, що Тюрінг покінчив життя самогубством. Тіло було піддано кремації у Вокінзі 12 червня 1954 року.
Ходжес і Девід Левіт припускають, що Тюрінг відтворив сцену з мультфільму Волта Діснея «Білосніжка» 1937 року — улюбленої казки науковця. За словами Левіта:
|  | йому особливо подобалася сцена, в якій Зла Королева занурює яблуко в отруйне зілля. |

Прихильником цієї ж версії є один друг Тюрінга — Алан Гарнер, який у 2011 році написав про це у своїй статті для The Guardian.
Філософ Джек Коупленд поставив під сумнів різні аспекти історичного вердикту коронера. Він запропонував альтернативне пояснення причини смерті Тюрінга: випадкове вдихання парів ціаніду з апарату, який використовувався для гальванічного нанесення золота на ложки. Для розчинення золота використовували ціаністий калій. Тюрінг встановив такий апарат у своїй крихітній вільній кімнаті. Коупленд зазначив, що результати розтину більше відповідають вдиханню отрути, ніж прийому всередину. Тюрінг також зазвичай їв яблуко перед сном, і не було нічого незвичайного, коли яблуко було викинуто наполовину з'їденим. Крім того, як повідомляється, Тюрінг переніс свої юридичні невдачі та гормональне лікування (яке було припинено рік тому) «з гарним гумором» і не виявляв жодних ознак розчарування перед смертю. Він навіть склав список завдань, які збирався виконати після повернення до офісу після святкових вихідних. Мати Тюрінга вважала, що проковтування було випадковим, оскільки її син необережно зберігав лабораторні хімікати. Біограф Ендрю Ходжес висунув теорію, що Тюрінг організував доставку обладнання, щоб навмисно дозволити своїй матері правдоподібно заперечувати будь-які заяви про самогубство.
Існує припущення, що віра Тюрінга у ворожіння могла бути причиною його депресивного настрою. У дитинстві ворожка сказала Тюрінгу, що він стане генієм. У середині травня 1954 року, незадовго до своєї смерті, Тюрінг знову вирішив звернутися до ворожки під час одноденної поїздки до Сент-Аннес-он-Сі з родиною Грінбаум. За словами дочки Грінбаумів, Барбари:
|  | Але був чудовий сонячний день, і Алан був у веселому настрої, і ми поїхали... Тоді він подумав, що було б гарною ідеєю піти на Pleasure Beach у Блекпулі. Ми знайшли намет ворожки, і Алан сказав, що хотів би туди, тож ми чекали, поки він повернеться... І цей сонячний, веселий образ перетворився на блідий, тремтячий жах - уражене обличчя. Щось сталося. Ми не знаємо, що сказав ворожбит, але він, очевидно, став глибоко нещасний. Я думаю, що ми бачили його востаннє, перш ніж почути про його самогубство. |

## Посмертне помилування
У 2009 році прем'єр-міністр Великої Британії Гордон Браун офіційно попросив вибачення за те, що тодішня британська влада засудила померлого 55 років тому математика Алана Тюрінга до примусового лікування від гомосексуальності:
|  | З Аланом і з багатьма тисячами інших чоловіків-геїв, засуджених за гомофобними законами, обійшлися жахливо. А багато мільйонів тих, хто не були засуджені, роками жили в постійному страху бути засудженими за те, що вони такі, які вони є. Я пишаюся тим, що ті часи минули, і що за останні 12 років наш уряд зробив багато чого, щоб зробити життя справедливішим і рівним для нашої спільноти ЛГБТ. Визнання Алана однією з найвідоміших жертв гомофобії у Великій Британії є ще одним кроком до забезпечення рівності. <...> Від імені британського уряду і всіх тих, хто живе на волі завдяки внеску Алана, я з усією щирістю кажу: прости нас, ти заслуговуєш набагато кращого. |

У Тюрінга не залишилося живих родичів, тому вибачення мало символічний характер. У повідомленні Браун називає математика однією з найвідоміших жертв гомофобії у Великій Британії.
2012 року більше 21 тисячі осіб підписали електронну петицію на користь помилування Тюрінга на сайті канцелярії британського прем'єр-міністра, однак парламент Великої Британії відмовився помилувати засудженого. Парламентарі висловлювали жаль через вирок, але наголошували, що рішення суду ґрунтувалося на законах, які діяли в той час.
24 грудня 2013 року, після чергової громадської кампанії з вимогою помилування, в якій брали участь багато видатних науковців та громадських діячів, в тому числі фізик Стівен Гокінг, королева Великої Британії Єлизавета II скористалася королівською прерогативою помилування (англ. Royal Prerogative of Mercy), яке є вкрай рідкісним явищем у країні, і посмертно помилувала Алана Тюрінга, засудженого за 59 років до того за гомосексуальність.

## Наукові досягнення та відкриття

### Проблема зупинки
Було виявлено, що комп'ютери все-таки можуть розв'язати не будь-яку математичну задачу. Алан Тюрінг довів у 1936 році, що загальний алгоритм розв'язання проблеми зупинки для довільних можливих вхідних даних не може існувати.

### Розшифровка коду «Енігми»
Під час Другої світової війни Тюрінг працював у Блечлі-Парку — британському криптографічному центрі, де очолював одну з п'яти груп, Hut 8, які займалися в рамках проєкту «Ультра» розшифровкою закодованих німецькою шифрувальною машиною «Енігма» повідомлень крігсмарине і люфтваффе. Внесок Тюрінга в роботи з криптографічного аналізу алгоритму, реалізованого в «Енігмі», ґрунтувався на криптоаналізі попередніх версій шифрувальної машини, виконаних у 1938 році польським криптоаналітиком Маріаном Реєвським.

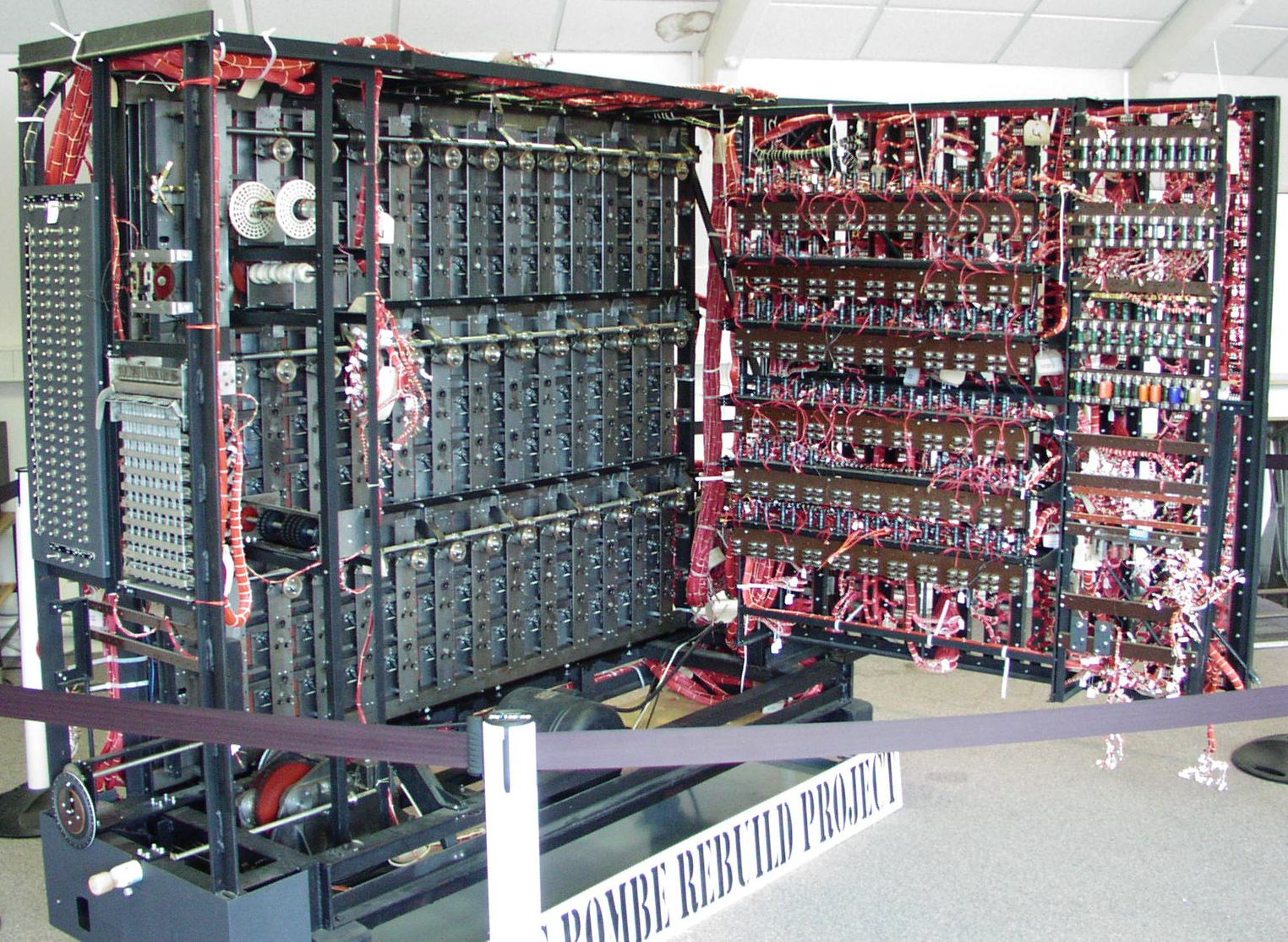
Дешифрувальна машина «Бомба»

На початку 1940 року він розробив дешифрувальну машину «Бомба», яка дозволяла читати повідомлення люфтваффе. Принцип роботи «Бомби» полягав у переборі можливих варіантів ключа шифру і спроб розшифровки тексту, якщо була відома частина відкритого тексту або структура розшифровуваного повідомлення. Перебір ключів виконувався за рахунок обертання механічних барабанів, який супроводжувався звуком, схожим на цокання годинника, через що «Бомба» і отримала свою назву. Для кожного можливого значення ключа, заданого положеннями роторів (кількість ключів дорівнювало приблизно 1019 для сухопутної «Енігми» і 1022 для шифрувальних машин, які використовуються в підводних човнах), «Бомба» виконувала звірку з відомим відкритим текстом. Перша в Блетчлі «Бомба» Тюрінга була запущена 18 березня 1940 року. Дизайн «Бомб» Тюрінга так само був оснований на дизайні однойменної машини Реєвського.

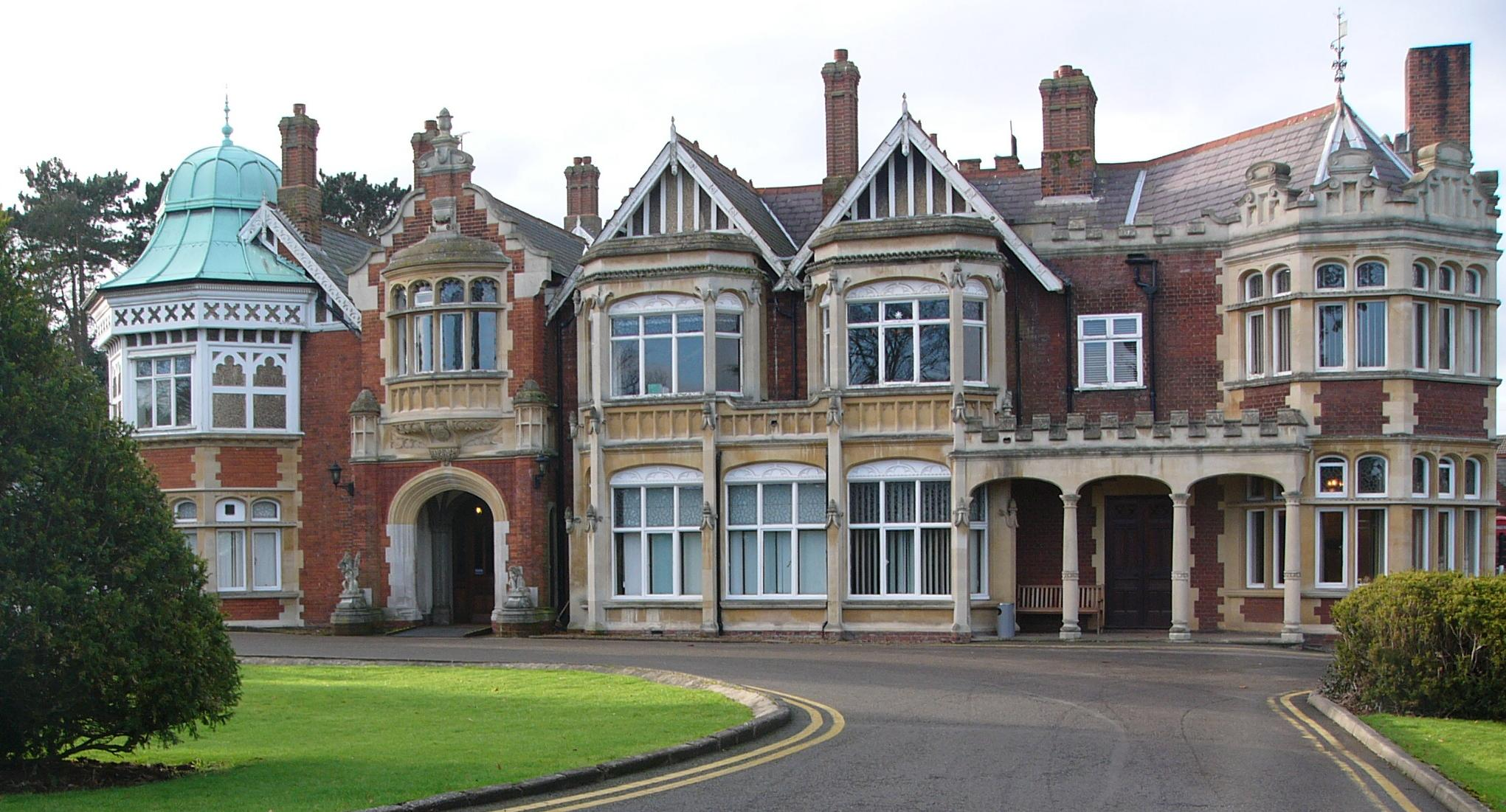
Будова Блетчлі Парк.

Через півроку вдалося зламати і стійкіший шифр крігсмарине. Пізніше, до 1943 року, Тюрінг зробив відчутний внесок у створення досконалішої дешифрувальної електронно-обчислювальної машини «Колос», яку використовували в тих же цілях.

### Turingery
У липні 1942 року Тюрінг розробив техніку, названу «Turingery» (або жартівливо «Тюрінгізмус») і покликану спростити розшифровку повідомлень машини Лоренца. У Блетчлі-парку було розроблено роторний шифрувальний пристрій для телетайпа, який називався «Tunny», Turingery, по суті це був метод підбору параметрів роторів «Tunny». Тюрінг також познайомив команду, яка працювала над «Tunny» з Томмі Фловерсом, який під керівництвом Макса Ньюмана пізніше створив «Колос» — перший у світі програмований електронний комп'ютер, чия швидкість роботи дозволила ефективно застосувати статистичні методи до дешифрування повідомлень. Деякі помилково вважають, що основні заслуги з розробки «Колоса» належать Тюрінгу. Turingery і Banburismus без сумніву зіграли свою роль у зломі машини Лоренца, але сам Тюрінг ніколи прямо не брав участь у розробці.

### Шифратор мови (Delilah)
Алан Тюрінг продовжив роботу зі створення електронного пристрою для шифрування мови в телефонних мережах, розпочату ним у Bell Labs. Він почав співпрацювати з радіослужбою розвідки в Хенслоп-Парк. Разом з інженером Дональдом Бейлі Тюрінг розробив дизайн портативного шифратора промов — Delilah. Пристрій не було пристосовано для роботи з радіосистемами високої дальності і було закінчено занадто пізно, щоб застосовувати у воєнні роки. Попри успішну демонстрацію, коли було зашифровано і розшифровано промову Вінстона Черчилля, Delilah не пішла в масове виробництво. У шифраторі Тюрінга використовувалося менше ніж 30 електронних ламп, і інші рішення змогли перевершити його лише через 15 років.

### Машина Тюрінга
Будь-яка інтуїтивно обчислювана функція є частково рекурсивною, або, еквівалентно, може бути обчислена за допомогою деякої машини Тюрінга.
Алан Тюрінг висловив припущення (відоме як теза Черча — Тюрінга), що будь-який алгоритм в інтуїтивному розумінні цього слова може бути представлений еквівалентною машиною Тюрінга. Уточнення уявлення про обчислюваність на основі поняття машини Тюрінга (й інших аналогічних йому понять) відкрило можливості для строгого доведення алгоритмічної нерозв'язності різних масових проблем (тобто проблем про знаходження єдиного методу розв'язку деякого класу задач, умови яких можуть змінюватись у відомих межах). Найпростішим прикладом алгоритмічно нерозв'язної масової проблеми є так звана проблема застосовності алгоритму (називається також проблемою зупинки). Вона полягає в наступному: потрібно знайти загальний метод, який дозволяв би для довільної машини Тюрінга (заданої за допомогою своєї програми) і довільного початкового стану стрічки цієї машини визначити, чи завершиться робота машини за скінченне число кроків, чи буде тривати необмежено довго.

### Теорія штучного інтелекту
Тюрінг є засновником теорії штучного інтелекту. Машина Тюрінга є розширенням моделі скінченого автомата і здатна імітувати (при наявності відповідної програми) будь-яку машину, дія якої полягає в переході від одного дискретного стану до іншого.

### Тест Тюрінга
Тест Тюрінга — тест, запропонований Аланом Тюрінгом у 1950 році в статті «Обчислювальні машини і розум» (англ. Computing Machinery and Intelligence) для перевірки, чи є комп'ютер розумним у людському сенсі слова. У цьому тесті один або кілька людей повинні ставити запитання двом таємним співрозмовникам і на підставі відповідей визначати, хто з них машина, а хто людина. Якщо не вдавалося розкрити машину, яка маскувалася під людину, передбачалося, що машина розумна.

### Морфогенез
У 1952 році Тюрінг опублікував працю під назвою «Хімічні основи морфогенезу» (англ. The chemical basis of morphogenesis), де вперше математично описав процес самоорганізації матерії. Його основним інтересом у цій галузі було листорозміщення Фібоначчі — наявність чисел Фібоначчі в структурах рослин. Пізні роботи не були опубліковані аж до 1992 року, коли вийшов збірник його праць. Внесок Тюрінга в цю галузь вважається основоположним.

## Вшанування пам'яті
- Одна з щорічних нагород Асоціації обчислювальної техніки називається Премія Тюрінга.
- Алан Тюрінг згадується в історичному романі «Криптономікон» Ніла Стівенсона і фігурує в романі Роберта Гарріса «Енігма».
- Відомий письменник-фантаст Гаррі Гаррісон у співавторстві з американським науковцем у галузі штучного інтелекту Марвіном Мінскі написав роман «Вибір за Тюрінгом» («The Turing Option», 1992).
- У романі Вільяма Гібсона «Нейромант» фігурує «поліція Тюрінга» («регістр Тюрінга»), яка займається контролем і стежить за розвитком штучних інтелектів.
- 2011 року вийшов у світ фільм режисерів Клера Бівена та Ніка Стейсі «Дешифрувальник» (англ. «Codebreaker», original UK title «Britain's Greatest Codebreaker») про Алана Тьюрінга.
- У грудні 2011-го сценарій фільму «Гра в імітацію» (англ. «The Imitation Game»), оснований на книзі Ендрю Ходжса «Алан Тюрінг: Загадка» («англ. Alan Turing: The Enigma»), очолив так званий чорний список — перелік найкращих американських кіносценаріїв, які на той момент не були запущені в роботу. У листопаді 2014 року відбулася прем'єра фільму з тією ж назвою. Роль Тюрінга виконав Бенедикт Камбербетч, Кіра Найтлі зіграла колегу і подругу науковця[24].
- 23 червня 2012 року, через 100 років з дня народження Тюрінга, на сайті google.com логотип було замінено зображенням обчислювальної машини, яка зчитувала і записувала двійковий код з/на стрічку.
- На честь математика названо астероїд 10204 Тюрінг[25].

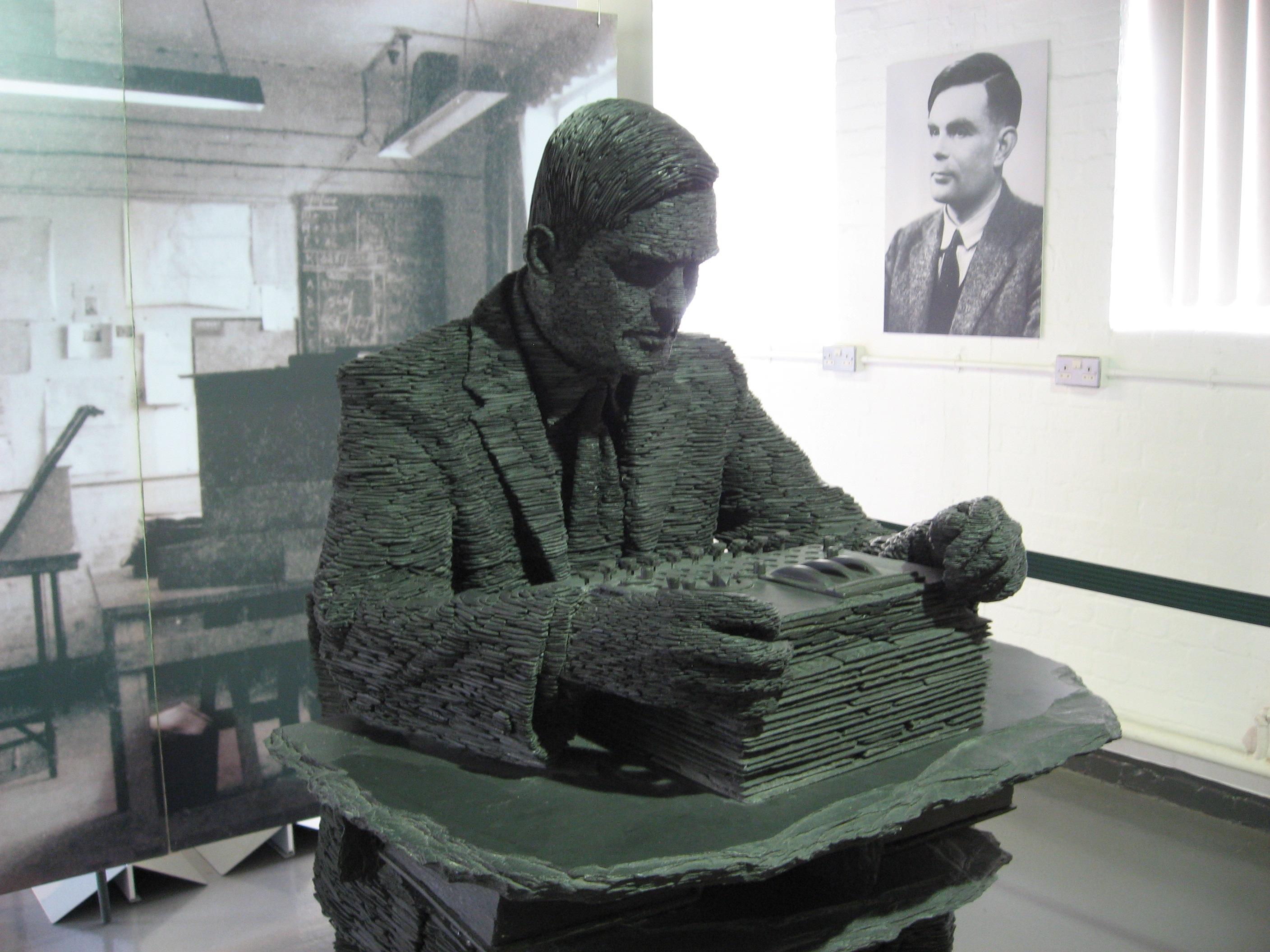
Скульптура Алана Тюрінга поряд з його портретом у Блетчлі Парк